# یوون زهاری
یوون زهاری (انگلیسی: Younn Zahary؛ زادهٔ ۲۰ اکتبر ۱۹۹۸) بازیکن فوتبال اهل فرانسه است.
از باشگاه‌هایی که در آن بازی کرده‌است می‌توان به باشگاه فوتبال کان اشاره کرد.
او همچنین در تیم ملی فوتبال اتحاد قمر بازی کرده‌است.